# Nirnsee Gyula
Nirnsee Gyula (Budapest, 1883. április 8. – 1946. február 3.) válogatott labdarúgó, hátvéd, fedezet, nemzeti labdarúgó-játékvezető, gépészmérnök.

## Pályafutása

### Klubcsapatban
A 4. labdarúgó-bajnokságban a 7. helyezett Műegyetemi Athletikai és Football Club játékosa. Hátvéd és fedezet poszton jól használható volt. Erélyességével és gyorsaságával tűnt ki társai közül. Első válogatottsága idején a MAFC játékosa volt. Az első labdarúgó, aki a Pozsonyi Torna Egylet (PTE) vidéki csapatából (1907) került be a válogatottba.

### A válogatottban
1904–1907 között két alkalommal szerepelt a válogatottban. Második válogatottsága alkalmával már Pozsonyban játszott, így ő az első olyan labdarúgó, akit vidéki klubból válogattak be a nemzeti tizenegybe.

### Nemzeti játékvezetőként
Gyakorlata valamint szabályismerete alapján vizsga nélkül, szükségből lett játékvezető. Az alakuló klubtalálkozókon, bemutató mérkőzéseken tevékenykedett. Az MLSZ tanácsa határozata alapján hivatalos mérkőzéseket csak az vezethet, aki a Bíróvizsgáló Bizottság (BB) előtt elméleti és gyakorlati vizsgát tett. Az MLSZ BB javaslatával NB II-es bíró. Küldési gyakorlat szerint rendszeres partbírói szolgálatot is végzett. 1908–1914 között a futballbíráskodás legjobb játékvezetői között tartják nyilván.

## Statisztika

### Mérkőzései a válogatottban
| Magyarország | Magyarország     | Magyarország          | Magyarország | Magyarország | Magyarország | Magyarország | Magyarország | Magyarország |
| #            | Dátum            | Helyszín              | Hazai        | Eredmény     | Vendég       | Kiírás       | Gólok        | Esemény      |
| ------------ | ---------------- | --------------------- | ------------ | ------------ | ------------ | ------------ | ------------ | ------------ |
| 1.           | 1904. október 9. | Bécs, Cricketer-pálya | Ausztria     | 5 – 4        | Magyarország | barátságos   | -            |              |
| 2.           | 1907. május 5.   | Bécs, Rapid-pálya     | Ausztria     | 3 – 1        | Magyarország | barátságos   | -            |              |
|              | Összesen         |                       |              | 2            | mérkőzés     |              | 0            | gól          |